# Sten Sture le Jeune
Sten Sture le Jeune (en suédois : Sten Sture den yngre) né en 1492, mort le 3 février 1520 est administrateur du royaume ou régent de Suède (Riksföreståndare en suédois) de 1512 à 1520, à l’époque de l'union de Kalmar.

## Biographie
Sten Sture est le fils du régent Svante Nilsson Sture et de Iliana Gisladotter Gädda, héritière d’Ulvåsa.
À la mort de son père, c'est le chef du parti pro-danois au Conseil du royaume Erik Trolle, partisan de l'Union, qui est élu administrateur du royaume. Sten Sture, âgé de seulement 19 ans, s'appuie alors sur les troupes fidèles à son père, promet de continuer les négociations avec le gouvernement danois et se fait reconnaître régent à la place de Erik Trolle, qui se retire.
En réalité, Sten Sture envisagea de maintenir l’indépendance suédoise pour y établir son pouvoir personnel. Il relève à cette époque le nom de « Sture », qui est celui de son arrière-grand-mère paternelle Karin Sture, issue d'une famille homonyme de celle du régent Sten Sture l'Ancien.
La disparition du roi Jean II de Suède, en 1513, et l'avènement de son fils Christian II rend le conflit inévitable avec le Danemark. Sur le plan intérieur, l’élection en 1514 au siège d'Upsal de Gustave Trolle, le fils d'Erik, renforce l'opposition au jeune régent. Le nouvel archevêque tente d'imposer l'autonomie de l'Église face au pouvoir politique. Sten Sture expose en 1515 à l'assemblée d’Arboga le différend qui l’oppose au prélat. Ayant obtenu l'appui qu’il souhaitait, il entame un conflit armé contre l'archevêque, qui est déposé et doit s'enfuir au Danemark tandis que l'archevêque de Lund excommunie ses adversaires. 
Christian II estime alors la situation propice à une reprise en main de la Suède, mais il est repoussé à Brännkyrka en 1517 et à Vädla en 1518. En 1520, il franchit la frontière entre le Halland et la Västergötland à la tête d'une armée de mercenaires allemands, français et écossais. Il se heurte à l'armée des chevaliers et des paysans suédois qui est battue le 19 janvier 1520 à Bogesund. Sten Sture est mortellement blessé au cours d'une rencontre  et il meurt deux jours plus tard, le 3 février, sur le lac Mälar pris par les glaces, dans le traîneau qui le ramène à Stockholm.
Sa veuve Christine Gyllenstierna, devenue régente de facto, tente en vain de défendre Stockholm contre les Danois, mais elle doit accepter la reddition en mars 1520. Malgré les promesses d'amnistie du roi Christian II, les partisans de Sten Sture sont condamnés pour hérésie et exécutés lors du Bain de sang de Stockholm. L'horreur provoquée par ce massacre entraîne dès 1521 l’insurrection de Gustave Vasa.

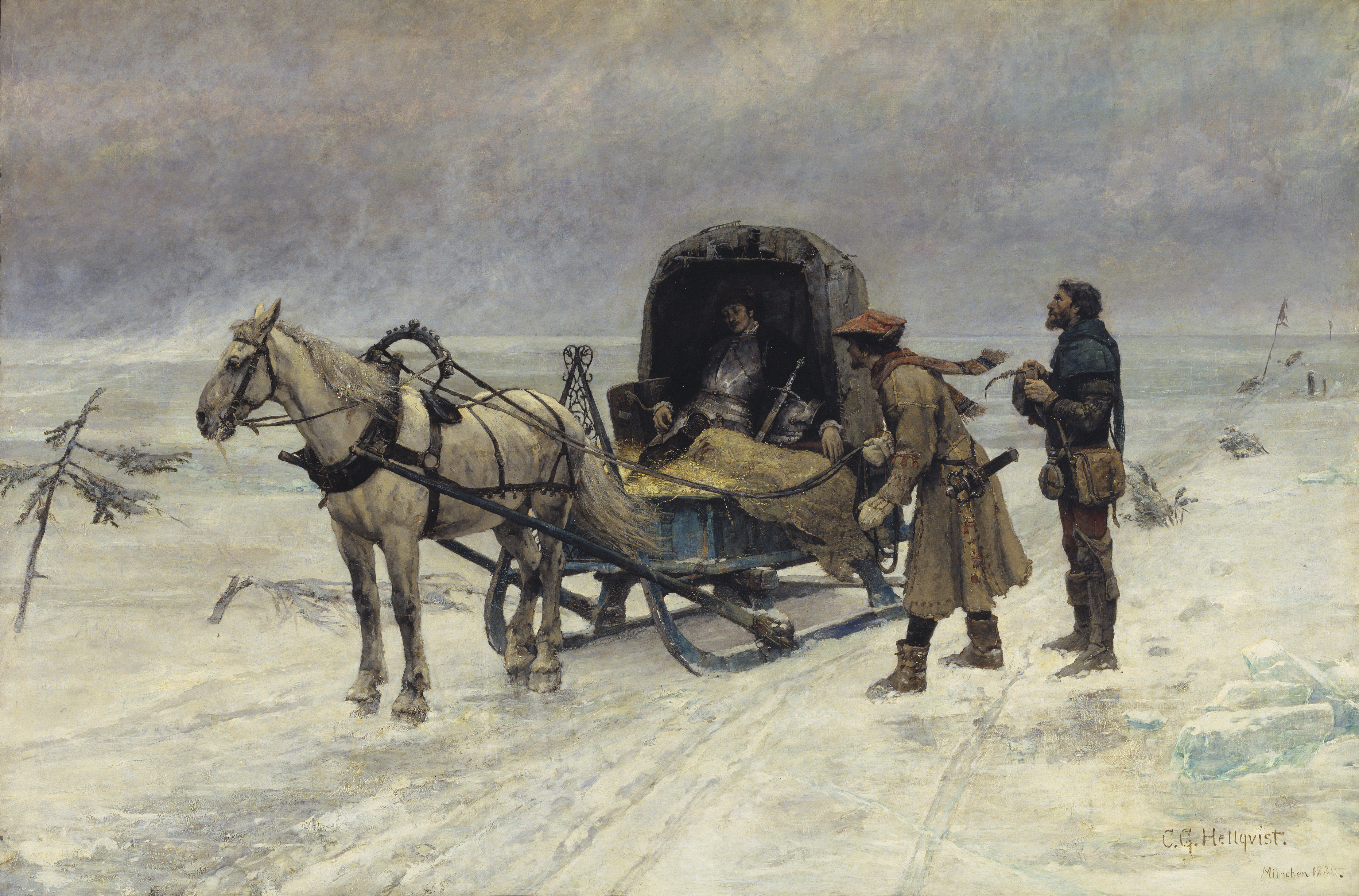
La mort de Sten Sture le Jeune sur la glace du Lac Mälar (tableau de Carl Gustaf Hellqvist, 1880).
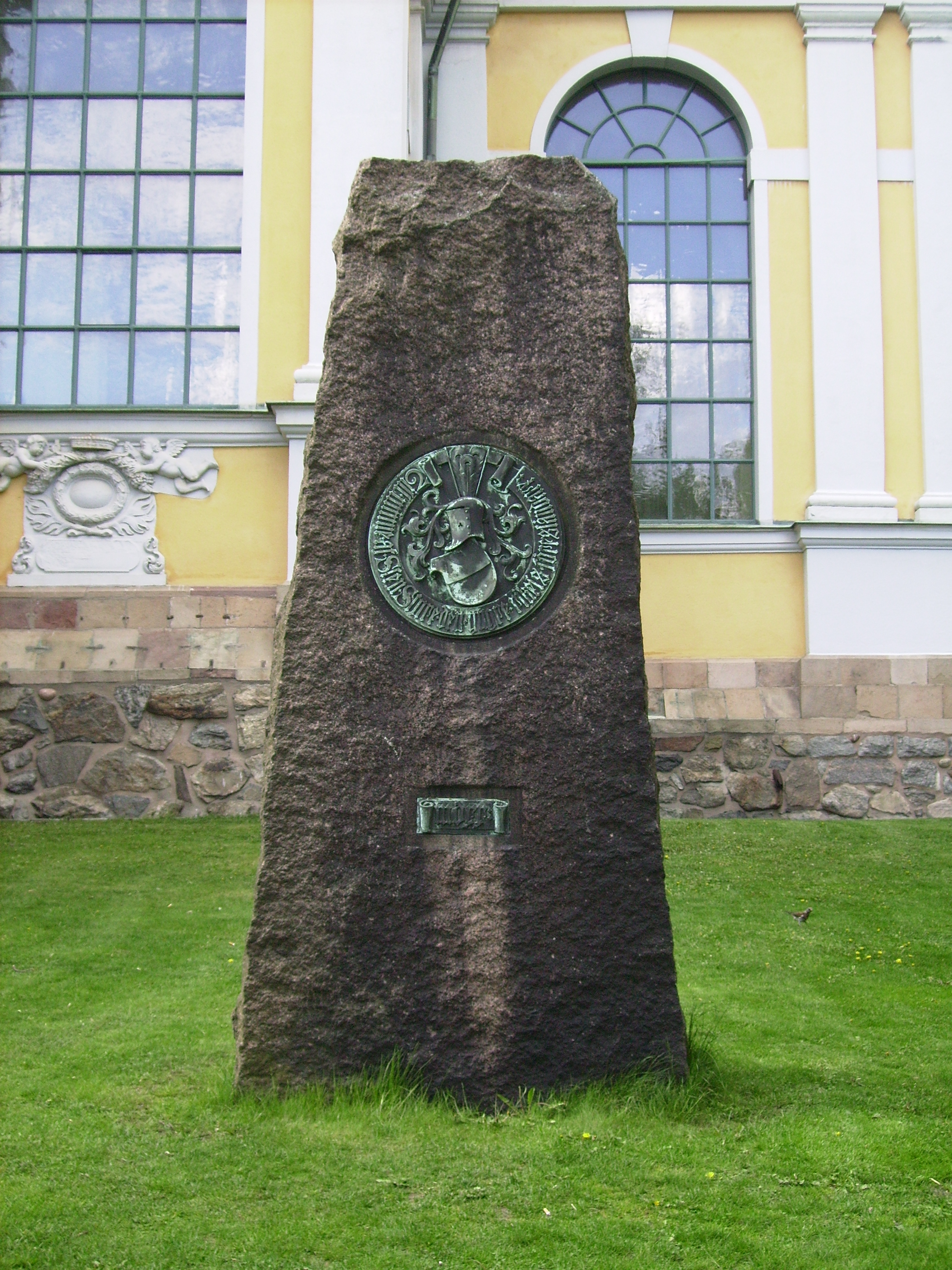
monument funéraire de Sten Sture à l'église Katarina.

## Union et descendance
Sten Sture avait épousé Christine Gyllenstierna, arrière-petite-fille du roi Charles VIII de Suède, dont :
- Nils Stensson Sture (en) (1512-1527/1528)
- Iliana (née en 1514)
- Madeleine (1516-1521)
- Svante Stensson Sture (en) (1517-1567)
- Anne (née en 1518)
- Gustave (1519-1520)